# Pachybrachis spumarius
Pachybrachis spumarius  (лат.) — вид жуков-скрытоглавов из семейства листоедов (Chrysomelidae). Северная Америка: Канада (Квебек, Онтарио, Саскачеван) и США (до Техаса на юге ареала). Длина самцов 1,91 ± 0,13 мм, ширина 1,06 ± 0,05 мм. Окраска в основном буроватая с желтоватыми отметинами на спинной стороне тела (переднеспинке и надкрыльях). Ассоциирован с растениями ded as being collected from Rhus typhina (Anachardiaceae), Rhus copallina, Rhus glabra, Acer rubrum (Aceraceae), Quercus alba (Salicaceae), Betula papyrifera (Betulaceae). Вид был впервые описан в 1852 году энтомологом E. Suffrian.